# Усадьба Кутузовых-Голенищевых
Усадьба Кутузовых-Голенищевых — бывшая усадьба в селе Хотилицы Андреапольского района Тверской области. Памятник архитектуры регионального значения.

## История
В XIV—XVII веках Голенищевы-Кутузовы служили стольниками, воеводами в Торопце, жалованы в XVII веке поместьями в Псковском уезде, в том числе — в Хотилицах.
Усадьба Кутузовых-Голенищевых в Хотилицах начала складываться ещё в первой половине XVIII века. В 1760 году был построен Спасский храм, уничтоженный в советское время.
В 1780-х годах при Михаиле Ивановиче Голенищеве-Кутузове построен главный дом. Главное здание усадьбы, в котором располагались различные учреждения (в том числе санаторий), было признано аварийным ещё в 1980-х годах, после чего обрушилось в начале 2000-х и окончательно — в 2010-х.

## Описание и современное состояние
Усадебный комплекс состоял из главного дома, флигеля, здания скотного двора и амбара.
До наших дней сохранились остатки главного дома и флигеля.
В настоящее время все здания усадьбы находятся в сильноразрушенном руинированном состоянии. Сохранился также остаток парка.